# Rien van Noppen
Marinus Cornelis ("Rien") van Noppen (Rotterdam, 24 november 1900 - Amsterdam, 24 september 1966) was een Nederlands acteur en toneelschrijver.
Hij maakte zijn toneeldebuut in 1920 bij de Koninklijke Vereeniging Het Nederlandsch Tooneel van Willem Royaards. Na diens dood kwam het gezelschap onder leiding van Louis Saalborn. Van Noppen bleef aan het gezelschap verbonden tot 1933. Daarna verzorgde hij voordrachtsavonden samen met Julia de Gruyter.
Vanaf 1947 maakte Van Noppen deel uit van de hoorspelkern van de NRU. Hij was tot kort voor zijn dood te horen in talloze hoorspelen. Bekende titels waren onder andere Sprong in het heelal, Testbemanning en Paul Vlaanderen en het Lawrence-mysterie. Daarnaast schreef hij zelf een aantal toneelstukken.
Van Noppen overleed op 65-jarige leeftijd na een langdurig ziekbed. Hij werd begraven op Zorgvlied.

## Toneelstukken
- "De charmante chauffeur"
- "Het huis der mysteries"
- "Het meisje uit het warenhuis"
- "Ouders"
- "De ridder Knol"